# 鬼龍院カヤに血を吸われるだけの簡単なおしごと
『鬼龍院カヤに血を吸われるだけの簡単なおしごと』（きりゅういんカヤにちをすわれるだけのかんたんなおしごと）は、三色網戸。による日本の漫画作品。『月刊ドラゴンエイジ』（富士見書房）にて2012年1月号から2013年4月号まで連載された。全3巻。

## あらすじ
桜港町のキンダークライツ養護施設で育ってきた葉塚忠義は、謎の怪物に襲われたところを、鬼龍院 カヤという少女に救われる。ヤクザの8代目になったばかりの吸血鬼である彼女は、忠義に血を提供するよう迫ってきた。

## 登場人物
葉塚 忠義
キンダークライツ教の養護施設で育った、銀髪の少年。施設の子供たちのためにアルバイトに励んでいる。
鬼龍院 カヤ
ヤクザの8代目になったばかりの吸血鬼である美少女。

## 用語
キンダークライツ教
戦後に力を伸ばした新宗教で、吸血鬼討伐部隊を擁している。

## 単行本
1. 2012年8月9日発売 ISBN 978-4-04-712820-0
2. 2013年1月9日 ISBN 978-4-04-712847-7
3. 2013年6月7日 ISBN 978-4-04-712875-0